# Давньогрецькі календарі
Давньогрецькі календарі були місячно-сонячними з примітивними і нерегулярними правилами інтеркаляції. Саме календарі, а не календар, бо кожне місто-республіка — поліс — мало свій власний календар.
Щоправда у своєму циклі землеробських робіт греки жили за сонячним календарем, чітко погоджуючи цю працю із виглядом зоряного неба. У своєму громадському житті греки користувалися місячно-сонячними календарями, в яких назви місяців походили від свят, що у ці місяці відзначалися.

## Історія
Місячно-сонячні календарі у Стародавній Греції використовували вже на початку 1 тисячоліття до н. е. Приблизно з 500 року до н. е. набули поширення октатерії (грец. octaeteris) — 8-річні цикли, в яких п'ять звичайних років за 12 місяцями поєднувалися з трьома роками по 13 місяців. Пізніше ці правила були запозичені римським календарем. Октатерії в Греції продовжували використовуватися навіть після реформи Юлія Цезаря. Початок року припадав на середину літа.
У другій половині III століття до н. е. давньогрецький історик Тімей і математик Ератосфен ввели літочислення від перших Олімпійських ігор. Ігри проводилися один раз на чотири роки в дні, близькі до літнього сонцестояння. Починалися вони на 11-й день після молодика й закінчувалися на 16-й. Роки відлічували за порядковим номером ігор та номером року в чотириріччі. За юліанським календарем перші Олімпійські ігри почалися 1 липня 776 року до н. е. У 394 році імператор Феодосій I заборонив олімпійські ігри. Римляни називали їх «otium graecum» (грецьким неробством). Однак літочислення за олімпіадами ще деякий час зберігалося.

## Список календарів
Найбільш відомими були афінський, або аттичний календар, та македонський календар. Перший із них широко використовували грецькі астрономи, другий став популярним після завоювання Александра Македонського.

### Аттичний і македонський
| Аттичний календар | Македонський календар | Григоріанський календар      |
| ----------------- | --------------------- | ---------------------------- |
| Гекатомбеон       | Лоос                  | (~15) липень — (~15) серпень |
| Метагітніон       | Горпеос               | серпень-вересень             |
| Боедроміон        | Гіперверетеос         | вересень-жовтень             |
| Піанепсіон        | Діос                  | жовтень-листопад             |
| Мемактеріон       | Апеллеос              | листопад-грудень             |
| Посідеон          | Авдінеос              | грудень-січень               |
| Гамеліон          | Перітіос              | січень-лютий                 |
| Анфестеріон       | Дістрос               | лютий-березень               |
| Елафеболіон       | Ксандікос             | березень-квітень             |
| Муніхіон          | Артемісіос            | квітень-травень              |
| Фаргеліон         | Десіос                | травень-червень              |
| Скірофоріон       | Панемос               | червень-липень               |

### Беотійський
- Букатіос — Βουκάτιος (починався ~ 23 грудня)
- Ермеос — Ἑρμαίος
- Простатеріос — Προστατήριος
- Агріоніос — Ἀγριώνιος
- Фейлуфіос — Θειλούθιος
- — * Гомоліос — Ὁμολώιος
- Гіпподроміос — Ἱπποδρόμιος
- Панамос — Πάναμος
- Памбіотіос — Παμβοιώτιος
- Дімітріос — Δαμάτριος
- Алалкоменіом — Ἀλαλκομένιος

### Критський
- Фесмофоріон (починався ~ 23 вересня, див. Фесмофорії)
- Гермеос
- Еман
- Матархіос
- Егіос
- Діоскурос
- Феодосіос
- Ронтос
- Рабінтіос
- Гіперберетос
- Некісіос
- Басіліос

### Дельфійський
- Букатіос (~ вересень)
- Гераіос
- Апеллеос
- — * Дадафоріос
- Пітропіос
- Бісіос
- Артемісіос
- Геракліос
- Боатоос
- Ілеос
- Феоксеніос

### Епірський
тільки алфавітний
- Агріаніос
- Апеллеос
- Гаміліос
- Галіотропіос
- Краніос
- Панамос
- Фінікеос
- Псідрос

### Лаконський
- Герасіос (~ жовтень)
- Апеллеос
- Діосітіос
- — * Елефсініос
- Герастіос
- Артемісіос
- Дельфініос
- Фліастос
- Гекатомбеон
- Карніос
- Панамос

### Родоський
- Агрініос (починався ~ 7 січня)
- Бадроміос
- Феодосіос
- Даліос
- Артамітіос
- Панамос або Панамос Емболімос
- Педагітніос
- Гіакінтіос
- Карніос
- Фесмофоріос
- Смінтіос
- Діостіос

### Сицилійський
- Фесмофоріос (~ жовтень)
- Даліос
- — * Агрініос
- — * Февдасіос
- Артамітіос
- — * Бадроміос
- Гіакінтіос
- Карніос
- Панамос